# カール・アントン・フォン・マイヤー
カール・アントン・フォン・マイヤー（Carl Anton von Meyer、1795年4月1日 - 1855年2月24日）はロシアで働いた植物学者である。カール・フリードリヒ・レーデブーアとともに、アルタイ山脈地域の博物探検旅行を行った。

## 略歴
現在のベラルーシのヴィーツェプスクに生まれた。1813年からロシア皇帝アレクサンドル1世によって設立されたデルプト大学（現タルトゥ大学）でレーデブーアのもとで学んだ。いくつかの博物探検に参加し、1826年から1827年にはレーデブーア、アレクサンダー・ゲオルク・ブンゲとアルタイ山脈や東カザフスタンを探検した。この時採集された植物標本が共著書、 "Flora Altaica" (4巻、1829 - 1833)のもとになった。1829年からはゲオルギ・エマニュエル（Georgi Emmanuel）将軍が率いた、コーカサス山脈のエルブルス山の大規模な科学探検にハインリヒ・レンツらの科学者とともに参加した。
1835年からサンクトペテルブルク科学アカデミーの植物学者に任じられ、サンクトペテルブルク帝立植物園長、フリードリヒ・エルンスト・ルートヴィヒ・フィッシャーのもとで働き、1844年にカール・ベルンハルト・フォン・トリニウスが没すると、科学アカデミー植物研究所の所長を継ぎ、1850年にフィッシャーの後を継いで、サンクトペテルブルク帝立植物園長となり、没するまでその職にあった。

## 著作
- Enumeratio plantarum novarum a cl. Schrenk lectarum. (フィッシャーと共著), 1841-1842.
- Flora Altaica; scripsit Carolus Fridericus a Ledebour, adiutoribus Car. Ant. Meyer et Al. a Bunge. (レーデブーア、ブンゲと共著), 1829-1833.
- Versuch einer Monographie der Gattung Ephedra : durch Abbildungen erläutert, 1846.[2]